# Hradisko
Hradisko é um município da Eslováquia, situado no distrito de Kežmarok, na região de Prešov. Tem 3,37 km² de área e sua população em 2018 foi estimada em 101 habitantes.

## Demografia
| Ano:        | 1994 | 2004    | 2014   | 2024   |
| ----------- | ---- | ------- | ------ | ------ |
| Broj ljudi: | 113  | 101     | 99     | 98     |
| Razlika:    |      | -10,61% | -1,98% | -1,01% |

| Ano:               | 2023 | 2024 |
| ------------------ | ---- | ---- |
| Número de pessoas: | 98   | 98   |
| Diferença:         |      | +0%  |